# Куросава Кійосі
Куроса́ва Кійо́сі (яп. 黒沢清, くろさわきよし; 1955) — японський кінорежисер, сценарист, письменник, педагог. Народився в префектурі Хьоґо. Однофамілець знаменитого японського режисера Акіри Куросави. Дебютував 1983 року з еротичною комедією «Війни Кандаґава». Згодом працював у жанрі жахів та детективу. Автор картин «Зцілення», «Складання іспиту з людяності», «Харизма», «Лабіринт» тощо. 

## Біографія
Народився в місті Кобе в префектурі Хиого 19 липня 1955 року. Під час навчання в Rikkyo University, де він вивчав соціологію, почав знімати на 8-міллімтерову плівку незалежні фільми. У 1983 році дебютував з повнометражною картиною «Війни Кандаґави». У 80-ті почав знімати малобюджетні фільми в жанрі пінк-ейга і фільми про якудза у форматі V-Cinema, які відразу випускалися на відео. Репутація Кійосі Куросави як культового андеграундного режисера починає складатися після створення картин для серії «Suit Yourself or Shoot Yourself».
Міжнародний успіх прийшов до Кійосі Куросаві в 1997 році, коли на Роттердамському кінофестивалі був представлений його фільм «Зцілення». У 1998 році Кійосі Куросава отримав стипендію кінофестивалю Sundance на створення фільму «Ордер на життя». Картина була представлена в рамках Берлінського кінофестивалю. Його наступний фільм «Харизма» (1999) був відібраний в Двотижневик режисерів Каннського кінофестивалю.
У 2005 році, також на Роттердамському кінофестивалі, відбулася прем'єра фільму «Горище». У 2008 році в програмі «Особливий погляд» Каннського кінофестивалю був представлений фільм «Токійська соната», що успадковує традицій драм Ясудзіро Одзу про руйнування сім'ї. За цей фільм Кійосі Куросава був удостоєний Призу журі.
У 2015 році його фільм «Подорож на берег» був відібраний для програми «Особливий погляд» Каннського кінофестивалю і отримав приз за кращу режисуру.
У вільний від зйомок час Кійосі Куросава викладає в Film School of Tokyo.

## Фільмографія

### Повнометражні фільми
- Війни Кандаґави (1983)
- Do-re-mi-fa-musume no chi wa sawagu (1985)
- Милий дім (1989)
- Пекельна варта (1991)
- Зцілення (1997)
- Ордер на життя (1999)
- Безплідні ілюзії (1999)
- Харизма (2000)
- Пульс (2001)
- Яскраве майбутнє (2003)
- Двійник (2003)
- Горище (2005)
- Спокута (міні-серіал) (2006)
- Токійська соната (2008)
- Реальність: Ідеальний день для плезіозавра (2013)
- Сьомий код (2013)
- 1905 (скасований)
- Подорож на берег (2015)
- Жахливий (2016)
- Дагеротип (2016)
- Перед тим, як ми зникнемо (2017)
- Кінець подорожі, початок світу (2019)
- Дружина шпигуна (2020)

### Короткометражні фільми
- Bôryoku kyôshi: Hakushû dai satsuriku (1975)
- Shigarami gakuen (1980)
- Примарний поліцейський (2004)
- Театр жахів Кадзуо Умедзу: Будинок жуків (2005)
- Beautiful New Bay Area Project (2013)

### V-Cinema
- Таксі якудзи (1994)
- Men of Rage (1994)
- Suit Yourself or Shoot Yourself: The Heist (1995)
- Suit Yourself or Shoot Yourself: The Escape (1995)
- Двері 3 (1996)
- Suit Yourself or Shoot Yourself: The Loot (1996)
- Suit Yourself or Shoot Yourself: The Reversal (1996)
- Suit Yourself or Shoot Yourself: The Nouveau Riche (1996)
- Suit Yourself or Shoot Yourself: The Hero (1996)
- The Revenge: A Visit from Fate (1996)
- The Revenge: A Scar That Never Fades (1996)
- Очі павука (1997)
- Стежка змії (1998)

### DVD
- Soul Dancing (2004)

### Фільми для ТБ
- Wordholic Prisoner (1990)
- Вир радості (1992)
- Спіритичний сеанс (2000)
- Matasaburo, the Wind Imp (2003)
- Покаяння (2012)